# Boa Vista do Tupim
Boa Vista do Tupim là một đô thị thuộc bang Bahia, Brasil. Đô thị này có diện tích 2629,822 km², dân số năm 2007 là 17709 người, mật độ 6,73 người/km².